# Calyptrocalyx amoenus
Calyptrocalyx amoenus är en enhjärtbladig växtart som beskrevs av John Leslie Dowe och M.D.Ferrero. Calyptrocalyx amoenus ingår i släktet Calyptrocalyx och familjen Arecaceae. Inga underarter finns listade i Catalogue of Life.